# Asnières – Le Grand Échiquier
Asnières – Le Grand Échiquier – francuski klub szachowy z siedzibą w Asnières, mistrz kraju z 2023 roku.

## Historia
Klub został założony w 2008 roku. W założeniu miał być klubem szachowym przeznaczonym dla elit. W 2018 roku klub wygrał Nationale I i awansował do Top 12, a w swoim inauguracyjnym sezonie w najwyższej klasie rozgrywkowej uzyskał wicemistrzostwo kraju. Ponadto w 2019 roku klub zdobył Puchar Francji, a także zadebiutował w Pucharze Europy. W europejskich rozgrywkach francuski zespół zajął piętnaste miejsce, po zwycięstwach nad Le Cavalier Differdange, Gonzaga Chess Club, Siestą Solution Unichess i SC Viernheim, remisie z ŠK Dunajská Streda oraz porażkach ze Slovenem Ruma i Beer Sheva Chess Club. W 2021 roku zespół zajął drugie miejsce w Top 12, a w Pucharze Europy uzyskał siedemnastą pozycję. W kolejnym roku klub z Asnières ponownie został wicemistrzem Francji, ponadto zdobył krajowy puchar. W Pucharze Europy klub zajął czwarte miejsce (zwycięstwa z Bærum SS, Schach ohne Grenzen, Göktürk Satranç SK i Beer Sheva Chess Club, remisy z Ajka BSK i Clichy-Echecs 92 oraz porażka z 1. Novoborským ŠK). W sezonie 2023 Asnières – Le Grand Échiquier zdobył mistrzostwo i puchar Francji. W lidze skład drużyny stanowili: Maxime Vachier-Lagrave, Pentala Harikrishna, Grigorij Oparin, Kiriłł Aleksiejenko, Andriej Jesipienko, Jules Moussard, Siergiej Mowsesjan, Matthieu Cornette, Yannick Pelletier, Jean-Marc Degraeve i Pauline Guichard. Rozgrywki Pucharu Europy francuski zespół zakończył na siódmym miejscu, odnosząc wówczas zwycięstwa nad Slough Sharks, CA Silla, Göktürk Satranç SK, ŠK Ljubljana i Beer Sheva Chess Club, a także przegrywając z Superchess i Offerspill SK. W 2024 roku klub zajął trzecie miejsce w lidze.

## Arcymistrzowie w historii klubu
- / Kiriłł Aleksiejenko[9]
- Stuart Conquest[10]
- Matthieu Cornette[11]
- Jean-Marc Degraeve[12]
- Aleksandyr Dełczew[13]
- Wiaczesław Ejnhorn[10]
- Yannick Gozzoli[12]
- Michaił Gurewicz[10]
- Pentala Harikrishna[11]
- Andriej Jesipienko[14]
- Konstantin Landa[10]
- Hajk Martirosjan[15]
- Jules Moussard[11]
- Siergiej Mowsesjan[11]
- / Grigorij Oparin[12]
- Yannick Pelletier[14]
- Maxime Vachier-Lagrave[11]
- Anatolij Wajser[13]